# Borky (přírodní památka, okres Pelhřimov)
Borky jsou přírodní památka poblíž obce Bělá v okrese Pelhřimov v nadmořské výšce 674–678 metrů. Oblast spravuje Krajský úřad Kraje Vysočina. Důvodem ochrany jsou zachovalá přirozená společenstva pramenišť, přechodových rašelinišť, střídavě zamokřených luk a bažinných vrbových křovin s výskytem zvláště chráněných druhů

## Galerie

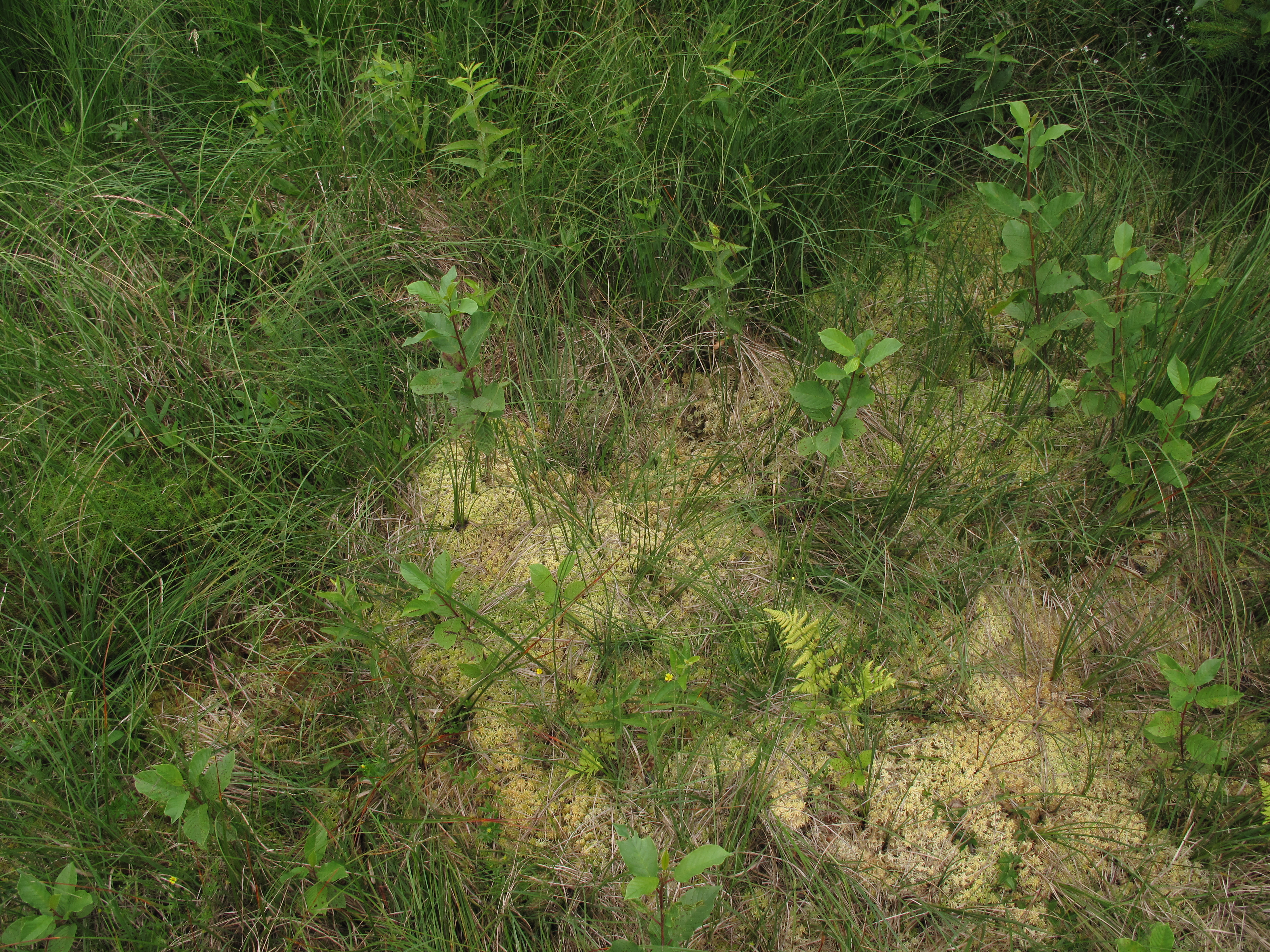
Mech
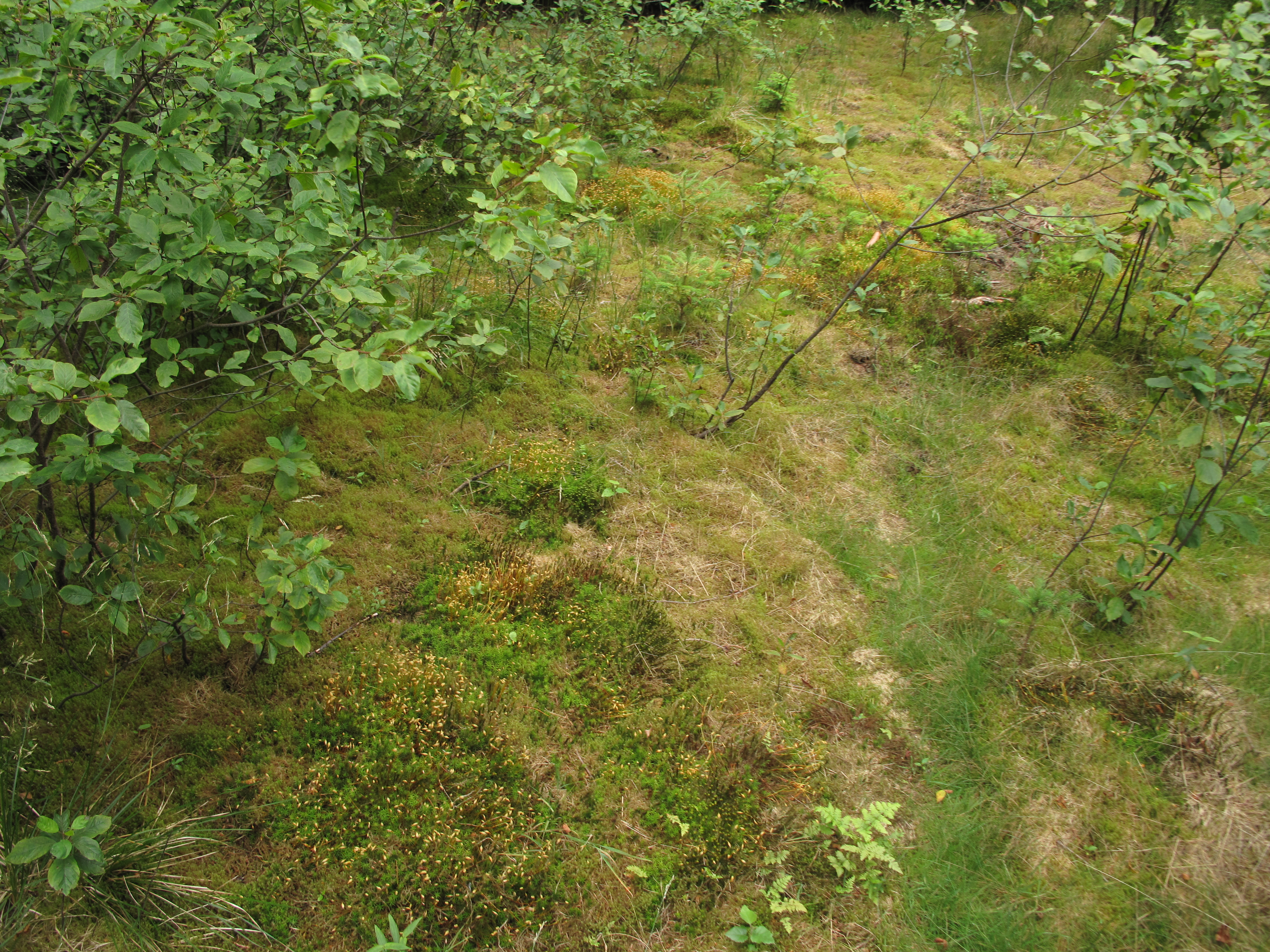
Porost
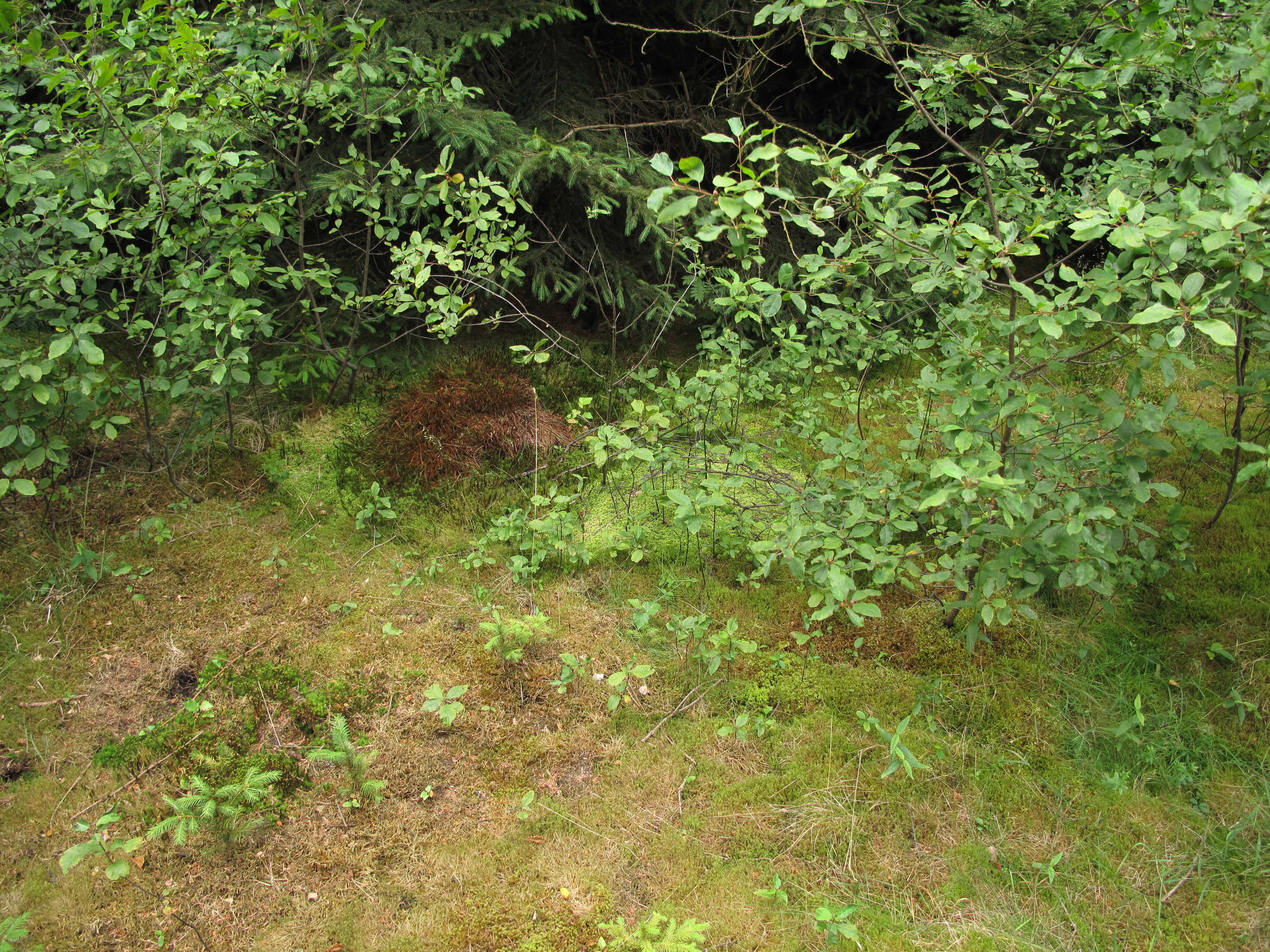
Keře